# Lip dub per la independència
El lip dub per la independència fou un acte multitudinari, popular i festiu que tingué lloc a Vic el diumenge 24 d'octubre del 2010. L'esdeveniment fou concebut com un lip dub per donar suport a la causa de la independència de Catalunya i, al mateix temps, entrar al World Records Academy batent el rècord mundial de participació en una acció popular d'aquesta mena. Segons els organitzadors, la participació en l'enregistrament del videoclip fou de 5.771 persones, de manera que se superà el rècord mundial de participació en un lip dub, aconseguit anteriorment per 1.400 estudiants d'un institut de Grandville (el Grandville High School), als Estats Units, el 18 de març del 2010. El lipdub va ser acceptat oficialment el 10 de novembre per la World Records Academy.
El tema principal del vídeo va ser una flama que era transmesa de mà en mà des del principi fins al final del lip dub, representació simbòlica de la transmissió oral de la llengua. La cançó escollida per la gravació va ser La flama del grup valencià Obrint Pas, la qual comença amb uns versos de Vicent Andrés Estellés que apel·len a la mobilització col·lectiva del poble.
La idea de fer un lip dub va sorgir a mitjans d'agost del 2010 d'un grup d'amics d'Osona. El 30 d'agost van fer públic al seu blog el primer comunicat on declaraven ser un grup de persones "unides per l'estima per la nostra terra i el desig de veure-la lliure", a més d'afirmar que no tenien "cap afany polític partidista ni ànim de protagonisme". Dies abans de l'esdeveniment, diversos personatges públics com Ernest Benach, Joel Joan, Joan Puigcercós, Màrius Serra, Pilarín Bayés i l'alcalde de Vic Josep Maria Vila d'Abadal van mostrar el seu suport al lip dub en forma de vídeos curts.
L'organització va presentar una sol·licitud a la World Records Academy per tal que l'esdeveniment constés com al rècord de més participació de gent fent un lip dub al Llibre Guinness de Rècords. No obstant això, l'empresa en un primer moment contestà que no admetia rècords Guinness de lip dubs i que "aquesta no és una categoria que estiguem disposats a obrir, vist que és gairebé impossible estandarditzar la qualitat del lip dub". Finalment el 10 de novembre del 2010 el rècord va ser acceptat oficialment per la World Records Academy, que van reconèixer que "un cop més es va demostrar que la demanda per la independència de Catalunya pot ajuntar persones de totes les edats en una atmosfera pacífica".

## L'acte
Abans que comencés l'acte, els accessos a la Plaça Major de la ciutat foren tancats pels organitzadors per tal de poder realitzar correctament el recompte de participants. Els participants, abans d'entrar, eren marcats a la mà amb un segell distintiu per membres de l'organització i se'ls repartia un comprovant d'assistència. Durant l'acte no es va poder mostrar cap símbol ni propaganda de cap organització política o sindical; els organitzadors van animar a la gent a acudir-hi amb estelades. Pels volts de dos quarts de sis de la tarda l'organització confirmà que hi havia més de 3.500 assistents comptats i marcats. Més de 100 voluntaris, juntament amb els Mossos d'Esquadra, la Policia local, Protecció Civil i la Creu Roja van vetllar pel bon funcionament de l'acte durant tota la tarda. Es van realitzar dos assajos generals abans de l'enregistrament final.

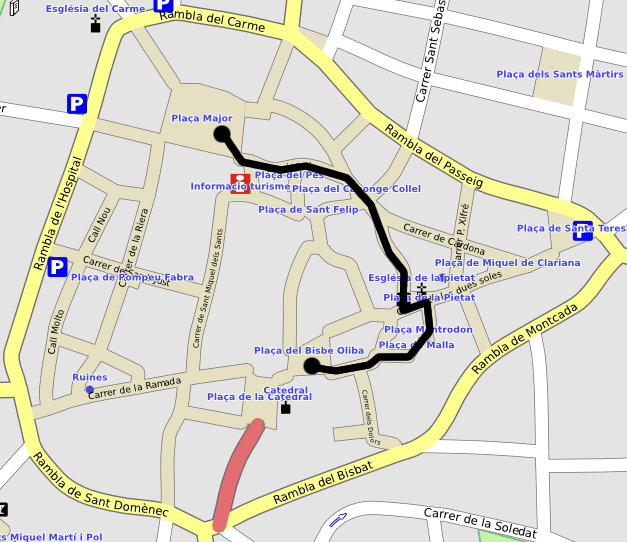
Mapa del recorregut de la càmera pel nucli antic de Vic

El recorregut de la càmera va començar a la plaça Abat Oliba de Vic, situada on hi ha el Museu Episcopal de Vic, al costat de la Catedral de Vic, i va continuar pels carrers del nucli antic, al llarg dels quals hi havia preparats nou espais escènics sobre diferents àmbits de la cultura popular catalana, amb colles de diables, gegants, castellers, falcons, sardanistes, miquelets, bastoners, esbarts, grallers, ball de panderos i jugadors de la selecció catalana d'hoquei sobre patins. Va acabar a la plaça Major, on el portador de la flama va encendre un pebeter situat sobre una escultura de fusta amb la forma dels Països Catalans; mentrestant, una grua preparada aixecava la càmera per poder enregistrar els participants del lip dub, reunits a la plaça Major. Durant l'acte els participants van repetir sovint la consigna independència i l'enregistrament va acabar amb la cantada dels Segadors.
Es van fer tres enregistraments i finalment l'organització trià el segon. Un cop acabat l'enregistrament del lip dub el cantautor Josep Maria Puigdomènech interpretà l'Himne per a la Independència. Després van tenir lloc diverses actuacions musicals a un escenari muntat a la Plaça Major a càrrec de Joan Usart, Avel·lina, Ressaka Ska i L'esca del pecat, grup encapçalat per Titot. El divendres 29 d'octubre Georgina Rieradevall i Tarrés i Pere Ricart i Vilardebò, dos dels organitzadors del lip dub, foren entrevistats per Helena Garcia Melero a Els matins de TV3, i hi van explicar com s'organitzà l'enregistrament. Durant el mateix dia i el següent cap de setmana El 9 TV emeté el lip dub diverses vegades.
El vídeo va ser carregat al YouTube el divendres 29 d'octubre, i durant la mateixa nit va ser el tercer vídeo del YouTube més vist de tot el món. Al cap de tres dies va esdevenir el vídeo més vist de tot el mes d'octubre a l'Estat espanyol i el 36è més vist a nivell mundial. El dia 11 de gener del 2011 —és a dir, al cap de 79 dies— el vídeo va superar el milió de reproduccions.

## Galeria d'imatges

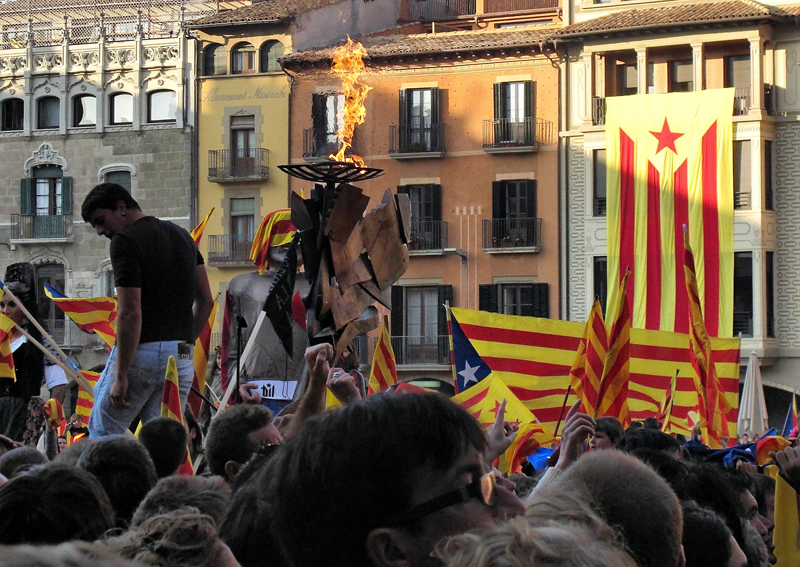
Encesa del pebeter al final del recorregut
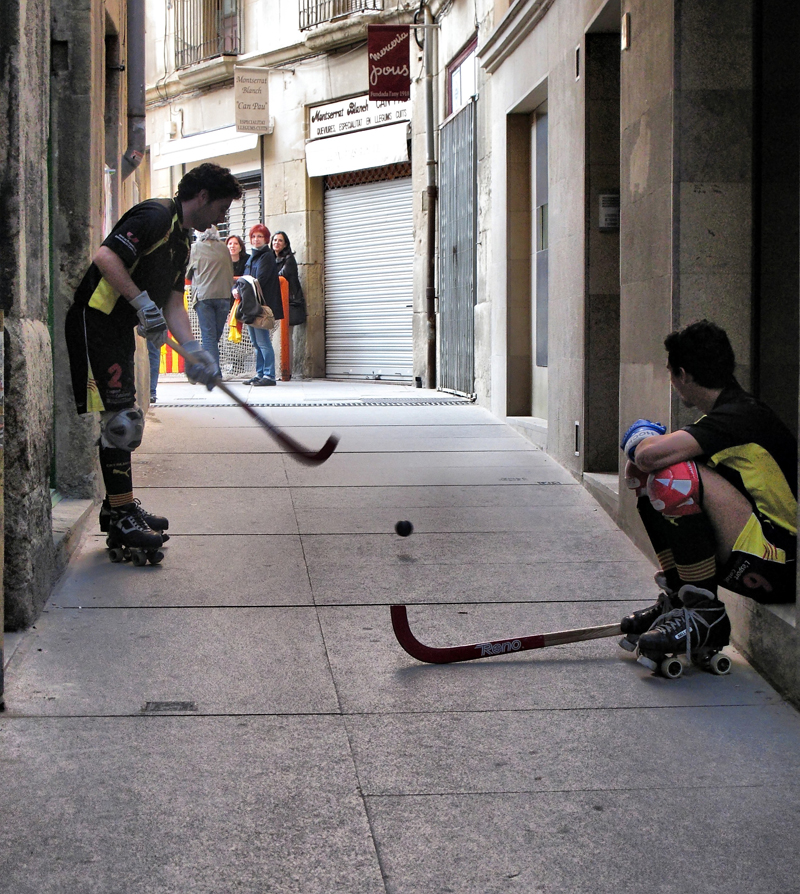
Jugadors de la selecció catalana d'hoquei patins
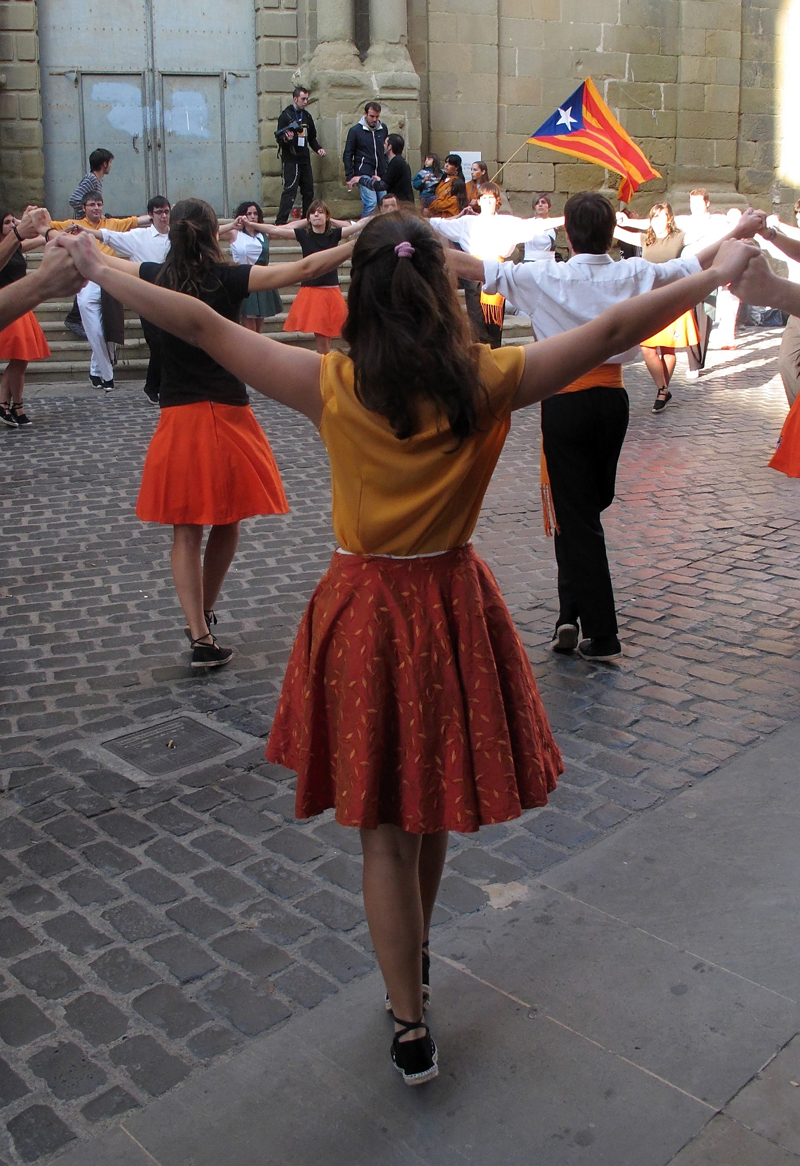
Sardanistes davant la catedral
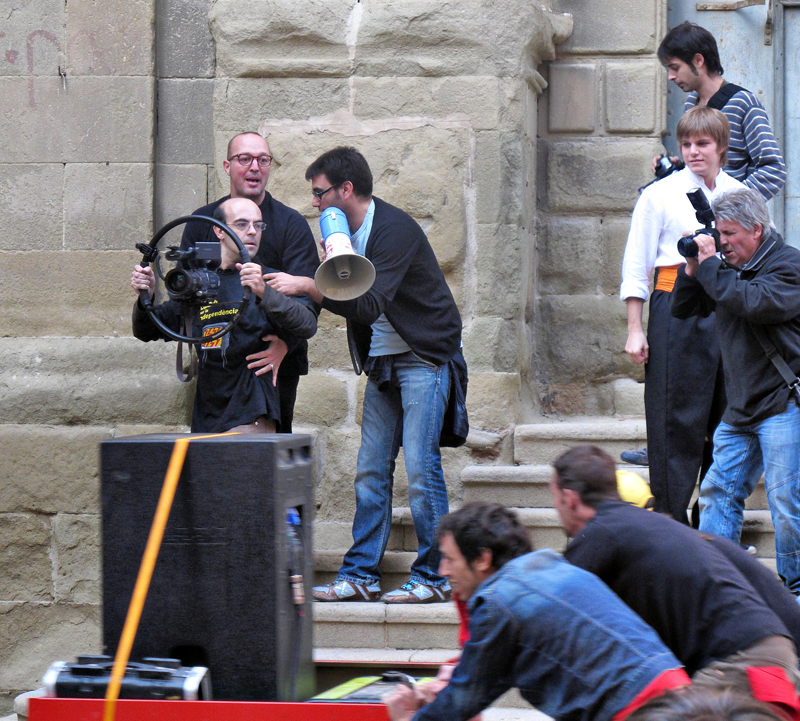
Càmera gravant el lip dub